# سلطان العلماء الآملي
علاء الدين سلطان العلماء الآملي (بالفارسية: سلطان‌العلماء آملی) كان الصدر الأعظم للدولة الصفوية لفترتين، الأولى ما بين سنة 1623 حتى سنة 1632 والثانية بين سنتيّ 1645 و1654. تُوفي سنة 1654 بمدينة بهشهر.